# Nirmala Sitharaman

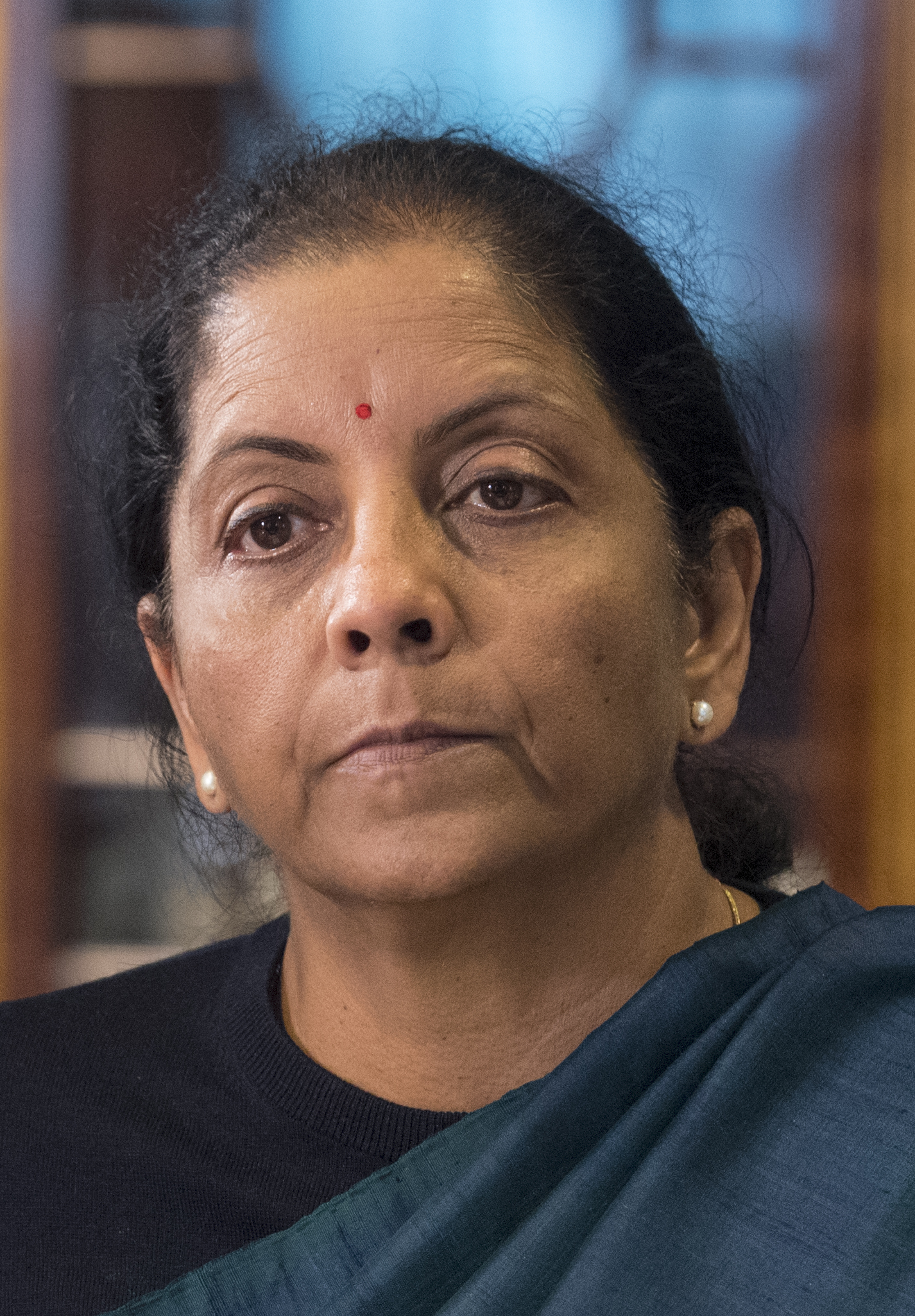
Nirmala Sitharaman (2018)

Nirmala Sitharaman (* 18. August 1959 in Madurai) ist eine indische Politikerin.

## Werdegang
Sitharaman ist eine Tochter von Savitri und Narayanan Sitharaman. Ihr Vater war bei Indian Railways, einem der größten Arbeitgeber der Welt, beschäftigt. Deswegen zog die Familie oft um. Sie ging in Madras und Tiruchirappalli zur Schule, erlangte ihren Bachelor in Wirtschaftswissenschaften am „Seethalakshmi Ramaswamy College“ in Tiruchirapalli und ihren Master an der Jawaharlal Nehru University in Neu-Delhi 1984. Während des Studiums an der Universität lernte sie ihren späteren Mann Parakala Prabhakar kennen. Sie heirateten im Jahre 1986.
Sitharaman trat 2008 in die Bharatiya Janata Party ein und wurde 2014 für den Bundesstaat Andhra Pradesh in die zweite Kammer Rajya Sabha gewählt. Vom 26. Mai 2014 bis zum 3. September 2017 war sie Wirtschafts- und Industrieministerin im Kabinett Modi I. Am 3. September 2017 wurde Sitharaman als zweite Frau nach Indira Gandhi zur Verteidigungsministerin von Indien berufen. Im zweiten Kabinett Modi (ab dem 31. Mai 2019) erhielt sie die Zuständigkeit für das Finanzministerium sowie das Ministerium für Unternehmensangelegenheiten.
Sitharaman ist verheiratet und Mutter einer Tochter.